# Bröttjärna
Bröttjärna is een plaats in de gemeente Gagnef in het landschap Dalarna en de provincie Dalarnas län in Zweden. De plaats heeft 140 inwoners (2005) en een oppervlakte van 33 hectare. De plaats ligt drie kilometer ten oosten van Mockfjärd. De rivier de Västerdalälven loopt iets ten noorden van de plaats. Bröttjärna heeft een langgestrekte vorm en loopt van noord naar zuid.